# Timmy y sus amigos
Timmy Time (en España La hora de Timmy y en Latinoamérica Timmy y sus amigos) es una serie animada británica, dedicada al público infantil, hecha por Aardman Animations y creada por Jackie Cockle. Se comenzó a emitir en Playhouse Disney el 13 de septiembre de 2010. mientras que en México empezó a transmitirse tres días después, el 16 de septiembre de 2010 por Once TV México y sigue al aire formando parte de Once Niños. La serie es un spin-off de la serie La Oveja Shaun, de quien Timmy es primo. La serie se estrenó de aires a las 8:30 a. m. ET/PT tiempo en 13 de septiembre de 2010 en Disney Channel's Playhouse Disney bloque en los Estados Unidos.

## Sinopsis
Timmy es un corderito de 3 años de edad, que asiste a un jardín Pre-escolar, suele meterse mucho en problemas, pero aprende de sus errores y junto con sus amigos lo solucionan. Ellos son supervisados por varios profesores (Harriet, una garza y el profesor Ousborne, un búho).
La serie cuenta de aproximadamente 10 minutos, que no cuentan con ningún diálogo, igual que en La Oveja Shaun, el único sonido es la canción inicial y los sonidos de los personajes.

## Personajes
- Timmy: Timmy es una adorable ovejita que es el personaje principal de la serie. Asiste a un centro de atención preescolar, donde se divierte con sus amigos. Tiene 3 años, pero en el episodio "El cumpleaños de Timmy" cumple 4 años (sin especificar el mes) sin embargo, la cuenta oficial de Facebook confirmó que nació el 16 de Agosto. En muchos episodios se mete en problemas, sin embargo, aprende de sus errores y a menudo ayuda a sus amigos. Cuando esta triste emite un pobre "Boouh", a diferencia de cuando esta alegre y llama a sus amigos diciendo "Baaah".

- Harriet, la garza: es una de los dos maestros del jardín donde asiste Timmy. es la profesora de Timmy y sus amigos, Ella Habla mediante graznidos y chasquidos, esto es lo que hace pensar que se parece más a un pelícano que a una garza.

- Profesor Osbourne: es un búho que trabaja como un maestro de la estancia preescolar donde va Timmy. Él es el padre de Otus y ulula para comunicarse.

- Ruffy: es un perrito compañero de Timmy que habla diciendo "guau, guau".

- Otus: es el hijo del profesor Osbourne, lo cual usa como ventaja para conseguir lo que quiere y disfruta ayudando a su padre.

- Yabba: es un patito amigo de Timmy, lleva gafas de buceo azules y asiste con él a la estancia, se comunica diciendo "quack quack"

- Paxton: es un cerdito que dice "oink oink". Se caracteriza por su apetito y su peso. Siempre lleva un suéter azul con rayas amarillas horizontales en el pecho y nunca se le ve sin el suéter.

- Mittens: es una gatita amiga de Timmy, odia tener el pelo sucio o mojado, su color favorito es el rosa y se comunica diciendo "miau".

- Stripey: es un tejón amigo de Timmy. En la estancia siempre se le ve dormido y lento, y esto se debe a que los tejones son animales nocturnos. Habla diciendo "Honk".

- Kid: es una cabra amiga de Timmy, tiene un gran apetito, al igual que Paxton, solo que esta se come cualquier cosa y casi siempre se le ve masticando algo, suele más comerse su lonchera.

- Apricot: es una pequeña erizo amiga de Timmy que habla mediante chirridos. Es muy tranquila y asustadiza, muchas veces que la asusta algo o alguien se enrolla y se hace bolita.

- Finlay: es un pequeño zorrito amigo de Timmy muy activo y llena de energía. Se comunica diciendo "yip yap".

- Bumpy: es una pequeña oruga verde. No es parte del jardín preescolar donde asiste Timmy ni tampoco es un alumno, pero tiene muchos papeles secundarios en los episodios.

## Emisión internacional
| País                 | Canal de televisión                                        |
| -------------------- | ---------------------------------------------------------- |
| Alemania             | Super RTL, KiKA                                            |
| Arabia Saudita       | MBC3                                                       |
| Argentina            | Discovery Kids                                             |
| Australia            | ABC, ABC For Kids, Nick Jr.                                |
| Austria              | ORF 1                                                      |
| Brasil               | TV Cultura                                                 |
| Bélgica              | RTBF                                                       |
| Bosnia y Herzegovina | RTV                                                        |
| Canadá               | Treehouse TV                                               |
| Chile                | NTV (Chile)                                                |
| Señal Colombia       |                                                            |
| Corea del Sur        | EBS                                                        |
| Croacia              | HRT                                                        |
| Dinamarca            | Disney Channel, DR1                                        |
| Ecuador              | Ecuador TV                                                 |
| Eslovaquia           | Minimax, STV                                               |
| Eslovenia            | Radiotelevizija Slovenija                                  |
| España               | Playhouse Disney, Disney Channel, Clan, Super3             |
| Estados Unidos       | Playhouse Disney                                           |
| Estonia              | ETV                                                        |
| Filipinas            | Disney Junior Asia                                         |
| Finlandia            | YLE                                                        |
| Francia              | TF1, Playhouse Disney, Tiji, France 5, France 4, Boomerang |
| Hong Kong            | TVB Pearl                                                  |
| Hungría              | Minimax                                                    |
| Islandia             | Sjónvarpið                                                 |
| India                | Nickelodeon                                                |
| Irlanda              | RTÉ Two                                                    |
| Israel               | Logi Channel                                               |
| Italia               | Playhouse Disney, Disney Channel, Rai Yoyo                 |
| Japón                | NHK, Disney Channel, Toon Disney, Playhouse Disney         |
| Letonia              | TV6 Latvia                                                 |
| Lituania             | Lithuanian National Radio and Television                   |
| Malasia              | Disney Junior Asia                                         |
| México               | Once TV (Once Niños)                                       |
| Noruega              | NRK                                                        |
| Nueva Zelanda        | TV2, Nickelodeon                                           |
| Países Bajos         | Nick Jr., NPO Zappelin                                     |
| Perú                 | TV Perú (Bloque Kusi Kusi)                                 |
| Polonia              | Disney Channel, Disney Junior, TVP1, Jim Jam, TVP ABC      |
| Portugal             | RTP2, Disney Channel, Nickelodeon, Canal Panda             |
| Reino Unido          | CBeebies                                                   |
| República Checa      | Minimax, Česká televize                                    |
| Rumania              | Minimax                                                    |
| Rusia                | 2x2, Jetix                                                 |
| Serbia               | Fox televizija                                             |
| Singapur             | Disney Junior Asia                                         |
| Suecia               | SVT                                                        |
| Costa Rica           | Canal UCR                                                  |
| Suiza                | SF, TSR                                                    |
| Taiwán               | Disney Junior Asia                                         |
| Tailandia            | ThaiPBS, Disney Junior Asia                                |
| Venezuela            | TVes                                                       |
| Vietnam              | Disney Junior Asia                                         |

## Episodios

### Primera temporada
1. El rompecabezas de Timmy
2. La cura del Hipo de Timmy
3. Timmy quiere ganar
4. Timmy, el artista
5. Timmy no quiere bailar
6. Timmy se disculpa
7. Se cierra el show
8. Timmy quiere la boina
9. El día azul de Timmy
10. Timmy juega la pelota
11. El pícnic de Timmy
12. Las escondidas
13. Timmy sobre ruedas
14. La foto de la clase
15. Timmy se asusta con los ruidos fuertes
16. Timmy a flote
17. Timmy hace el trabajo
18. Timmy necesita un baño
19. Timmy quiere el tambor
20. Timmy espera
21. El tren de Timmy
22. Los títeres de Timmy
23. Timmy, el constructor
24. La sonrisa de Timmy
25. La máscara de dinosaurio de Timmy
26. La primavera

### Segunda temporada
1. Timmy aprende a hacer magia
2. Timmy, el pegajoso
3. Timmy se asusta
4. Dulces sueños, Timmy
5. Timmy aprende a volar
6. Timmy descubre un tesoro
7. Los camiones de Timmy
8. Timmy, el cartero
9. Timmy toca la campana
10. El tractor de Timmy
11. El nuevo amigo de Timmy
12. El cumpleaños de Timmy
13. El avión de Timmy
14. Timmy ordena sus juguetes
15. Timmy se recupera
16. Latas de Timmy
17. Timmy, el robot
18. El camino del tesoro
19. Timmy va a acampar
20. El problema de la mascota de Timmy
21. Trabajar con Timmy
22. Timmy va a la alberca
23. Timmy hace bolas de nieve
24. El muñeco de nieve de Timmy
25. Timmy se equivoca
26. El monstruo de Timmy

### Tercera temporada
1. Timmy hace música
2. La bocina del triciclo de Timmy
3. Timmy es médico
4. Las galletas de Timmy
5. La gran búsqueda de Timmy
6. El bebé Timmy
7. Timmy encuentra alienígenas
8. Timmy baila
9. Boing, boing, Timmy
10. Timmy toca el xilófono
11. Timmy limpia
12. Timmy, el bombero
13. Timmy y el globo
14. El super conejo
15. Las cosquillas de Timmy
16. Timmy busca un huevo

### Especiales
1. La Sorpresa Navideña de Timmy
2. El Rescate de Timmy en la Costa